# Jordbävningen i Vrancea 1986
Jordbävningen i Vrancea 1986 drabbade centrala Rumänien den 30 augusti 1986 klockan 21:28 UTC, dödade 150 personer, skadade över 500, och förstörde över 50 000 hem. Skalvet var det näst värsta i området sedan moderna jordskalvsmätningar infördes, Den kändes norrut i Polen och söderut i Italien och Grekland.
En lokal nyhetsstudio menade att skalvet uppmättes till 6,5 på Richterskalan, och USGS uppmätte de seismiska rörelserna till 5,6 och 7,9. En forskningsrapport av V. I. Ulomov menade att magnituden var Mw 7,1. Epicentrum var någonstans i Vranceabergen.

## Geografi
Epicentrum låg vid Vrancea, framför allt Vranceabergen, cirka 177 kilometer norr om Bukarest. Ett tidigare starkt skalv hade år 1977 skadat oljefälten i området.

## Skador
Skalvet kändes i minst åtta länder i sydöstra Europa. Den värst drabbade regionen var Focșani–Bârlad, där skador av intensitet VIII ("destruktiv") uppstod, och en kyrkobyggnad kollapsade. Skalvet dödade 150 personer, skadade 558 personer och förstörde 55 000 hushåll. Intensiteten VII ("mycket stark") rapporterades i Bukarest och i norra Bulgarien. Dessutom uppmätes  intensiteten V ("tämligen stark") så långt bort som i Skopje, vilket tydde på en utbredd jordbävning. Detta bekräftades av rapporter av jordbävningen kunde märkas så långt bort som i norra Ungern och östra Polen, och så långt söderut som Grekland och Italien. Dessutom uppmättes svagare intensiteter om IV ("måttlig") i Simferopol och Kiev i Sovjetunionen och i Belgrad och intensitet III ("lindrig") i Moskva och Titograd.

### Fotnoter
1. 1 2 3 4 5 6 7 8 9  ”Significant Earthquakes of the World: 1986”. United States Geological Survey. 16 juli 2008. Arkiverad från originalet den 27 februari 2009. https://web.archive.org/web/20090227103514/http://earthquake.usgs.gov/eqcenter/eqarchives/significant/sig_1986.php. Läst 30 augusti 2009.
2. ↑  Monfret, Tony (26 februari 1990). ”The Romanian earthquake of August 30, 1986: A study based on GEOSCOPE very long-period and broadband data”. Pure and Applied Geophysics "133" (2):  ss. 367–379. doi:10.1007/BF00877169. 10.1007/BF00877169. https://link.springer.com/article/10.1007/BF00877169. Läst 30 augusti 2009.
3. 1 2 3  ”Arkiverade kopian”. AGERPRES. 1 september 1986. Arkiverad från originalet den 22 oktober 2012. https://web.archive.org/web/20121022113824/http://pqasb.pqarchiver.com/chicagotribune/access/24935261.html?dids=24935261:24935261&FMT=ABS&FMTS=ABS:FT&type=current&date=Sep+01,+1986&author=Chicago+Tribune+wires&pub=Chicago+Tribune+(pre-1997+Fulltext)&desc=MAJOR+EARTHQUAKE+ROCKS+EASTERN+EUROPE&pqatl=google. Läst 31 augusti 2009.
4. ↑  http://www.springerlink.com/content/n3n160453030h443/fulltext.pdf